# 2008年北京オリンピックのシンクロナイズドスイミング競技
2008年北京オリンピックのシンクロナイズドスイミング競技（2008ねんペキンオリンピックのシンクロナイズドスイミングきょうぎ）は、2008年8月17日から8月23日にかけて、北京の北京国家水泳センターで開催された。

## 概要
今大会もデュエットとチームの2種目が実施された。デュエットは24組、チームは8チームで争われた。
デュエットでは、8月18日にテクニカルルーティン(TR)を行い、翌19日に予選のフリールーティン(FR)を行った。予選の上位12組が8月20日の決勝へ進んだ。チームは、8月22日にテクニカルルーティン、翌23日にフリールーティンを行い、合計点で争われた。

## 結果

### デュエット
- 実施日：8月18日、19日、20日

| 順位 | 選手名                                                                | 国・地域       | テクニカル | フリー | 合計   |
| ---- | --------------------------------------------------------------------- | -------------- | ---------- | ------ | ------ |
| 1    | アナスタシア・ダビドワ アナスタシア・エルマコワ                       | ロシア         | 49.334     | 49.917 | 99.251 |
| 2    | アンドレア・フエンテス ヘマ・メングアル                               | スペイン       | 48.834     | 49.500 | 98.334 |
| 3    | 鈴木絵美子 原田早穂                                                   | 日本           | 48.250     | 48.917 | 97.167 |
| 4    | 蔣文文 蔣婷婷                                                         | 中国           | 48.084     | 48.250 | 96.334 |
| 5    | クリスティーナ・ジョーンズ アンドレア・ノット                         | アメリカ合衆国 | 47.750     | 47.750 | 95.500 |
| 6    | マリー＝ピエール・ブドロー・ガニョン イザベル・ランプリング           | カナダ         | 47.417     | 47.667 | 95.084 |
| 7    | ベアトリチェ・アデリッツィ ジュリア・ラピ                             | イタリア       | 46.834     | 46.917 | 93.751 |
| 8    | ダーリャ・ユシコ クセニヤ・シドレンコ                                 | ウクライナ     | 46.084     | 46.584 | 92.668 |
| 9    | ビアンカ・ファン・デル・フェルデン ソーニャ・ファン・デル・フェルデン | オランダ       | 45.584     | 46.083 | 91.667 |
| 10   | エヴァンティア・マクリヤンニ デスポイナ・ソロム                       | ギリシャ       | 45.834     | 45.667 | 91.501 |
| 11   | アポリーネ・ドレイファス リラ・メーゼマン＝バキル                     | フランス       | 44.750     | 45.583 | 90.333 |
| 12   | マグダレナ・ブルナー アリアン・シュナイダー                           | スイス         | 44.250     | 45.000 | 89.250 |

### チーム
- 実施日：8月22日、23日

| 順位 | 国・地域 / 選手名 | テクニカル | フリー | 合計   |
| ---- | --- | ---------- | ------ | ------ |
| 1    | ロシア (RUS) アナスタシア・ダビドワ アナスタシア・エルマコワ マリア・グロモワ エルビラ・ハシャノワ アンナ・ショリナ ナタリア・イーシェンコ オルガ・ノボクシェノワ エレーナ・オブチニコワ スヴェトラーナ・ロマシナ               | 49.500     | 50.000 | 99.500 |
| 2    | スペイン (ESP) アンドレア・フエンテス ヘマ・メングアル ラケル・コラル イリーナ・ロドリゲス パオラ・ティラドス ラウラ・ロペス タイス・ヘンリケッズ アルバ・マリア・カベーロ ギセラ・モロン                                       | 48.917     | 49.334 | 98.251 |
| 3    | 中国 (CHN) 蔣テイテイ 蔣文文 顧貝貝 羅茜 劉鷗 孫萩亭 王娜 張暁歓 黄雪辰 | 48.584     | 48.750 | 97.334 |
| 4    | カナダ (CAN) マリー＝ピエール・ブドロー・ガニョン ジェシカ・ドゥブッチ マリー＝ピエール・ブドロー・ガニュ ドミニカ・コプシック イヴ・ラムルー トレイシー・リトル エリス・マーコッテ ジェニファー・ソング イザベル・ランプリング | 47.584     | 48.084 | 95.668 |
| 5    | アメリカ合衆国 (USA) ブルック・アーベル ジャネット・カルプ ケイト・ホーヴェン クリスティーナ・ジョーンズ アンドレア・ノット アナベル・オーム ジュリアン・ペナー キム・プロブスト ベッキー・キム                                 | 47.584     | 47.750 | 95.334 |
| 5    | 日本 (JPN) 鈴木絵美子 原田早穂 川嶋奈緒子 松村亜矢子 橘雅子 小林寛美 小村恵里佳 青木愛（FRのみ） 石黒由美子（TRのみ） | 48.167     | 47.167 | 95.334 |
| 7    | オーストラリア (AUS) エロイーズ・アンバーガー コーラル・ベントリー サラ・ボンベル ミリアム・グレッズ エリカ・リール＝ラミレス タレン・オッテ サマンサ・リード ベサニー・ウォルシュ タミカ・ドムロー                             | 40.417     | 41.750 | 82.167 |
| 8    | エジプト (EGY) リーム・アブダラゼム アジザ・アブドゥルファッター ハガル・バドラン ダリア・エル・ゲバリー Shaza El Sayed Youmna Khallaf マイ・モハメッド Nouran Saleh Lamyaa Badawi                                              | 39.750     | 41.083 | 80.833 |

## 国・地域別のメダル獲得数
| 順   | 国・地域       | 金 | 銀 | 銅 | 計 |
| ---- | -------------- | -- | -- | -- | -- |
| 1    | ロシア (RUS)   | 2  | 0  | 0  | 2  |
| 2    | スペイン (ESP) | 0  | 2  | 0  | 2  |
| 3    | 日本 (JPN)     | 0  | 0  | 1  | 1  |
| 3    | 中国 (CHN)     | 0  | 0  | 1  | 1  |
| 合計 | 合計           | 2  | 2  | 2  | 6  |